# Formiga (futbolista)
Miraildes Maciel Mota (3 de març de 1978, Salvador de Badia), habitualment anomenada Formiga, és una futbolista professional brasilera que juga de migcampista en el FC Gold Pride de la Lliga femenina professional estatunidenca i en la Selecció femenina de futbol de Brasil.

## Trajectòria
Va ser transferida al FC Gold Pride en el draft de la lliga de 2008 com a primera opció per davant de Kelly Smith i Marta. Finalment va començar a jugar per al seu equip al començament de la temporada 2009. Abans d'anar als Estats Units va jugar pel Saad, de l'estat de Sao Paulo. També va jugar en Suècia pel Malmö FF Dam en la primera divisió sueca, on es va unir en 2004.

## Selecció
Ha disputat amb la Selecció femenina de futbol de Brasil la Copa Mundial Femenina de Futbol en 1995, 1999 i 2003. També ha disputat cinc Jocs Olímpics, en 1996, 2000, 2004, 2008 i 2012. El 2004 i 2008 va guanyar la medalla de plata, la mateixa que va aconseguir en els Jocs Panamericans de 2011. No obstant això anteriorment en els Jocs Panamericans de 2003 i de 2007 havia obtingut l'or.

## Estadístiques

### Clubs
| Club                         | País         | Any       |
| ---------------------------- | ------------ | --------- |
| São Paulo                    | Brasil       | 1993?1997 |
| Portuguesa                   | Brasil       | 1998      |
| São Paulo                    | Brasil       | 1999      |
| Santa Isabel Futebol Clube   | Brasil       | 2000?2001 |
| Santos                       | Brasil       | 2002      |
| Serra Macaense Futebol Clube | Brasil       | 2003      |
| LdB FC Malmö                 | Suècia       | 2004?2005 |
| New Jersey Wildcats          | Estats Units | 2006      |
| Jersey Sky Blue              | Estats Units | 2007      |
| Saad Esporte Clube           | Brasil       | 2007      |
| Botucatu Futebol Clube       | Brasil       | 2008      |
| FC Gold Pride                | Estats Units | 2009      |